# Paepalanthus globulifer
A Paepalanthus globulifer é uma rara espécie de planta que é bem representada na Serra do Cipó, no estado brasileiro de Minas Gerais, mas com apenas uma coleta no Planalto de Diamantina.